# PySide
PySide è un binding delle Qt per Python.
Nell'Agosto 2009, Nokia, che ha acquisito la proprietà delle librerie Qt (grazie all'acquisizione della Trolltech
), ha pubblicato PySide, fornendo funzionalità simili a PyQt, ma sotto licenza LGPL, dopo aver cercato di raggiungere un accordo con la società Riverbank Computing, creatrice delle PyQt, al fine di convincerla a fornire come ulteriore licenza quella LGPL. Le librerie PyQt sono infatti disponibili sotto doppia Licenza: GPL e Commerciale.
Lo sviluppo è curato da OpenBossa INdT in Brasile ed è finanziato da Nokia stessa. Il finanziamento al progetto scadrà a fine 2011.
PySide attualmente supporta:
- Linux/X11
- macOS
- Maemo 5
- MeeGo
- Windows

## Esempio di Hello world
```
import
 
sys

from
 
PySide
 
import
 
QtCore
,
 
QtGui

 

app
 
=
 
QtGui
.
QApplication
(
sys
.
argv
)

win
 
=
 
QtGui
.
QWidget
()

win
.
resize
(
320
,
 
240
)
  

win
.
setWindowTitle
(
"Hello, World!"
)
 

win
.
show
()

sys
.
exit
(
app
.
exec_
())

```